# Намісники Ґондору
Намісники Ґондору (квен. Arandur, у дослівному перекладі — «Слуга Короля») — у творах Дж. Р. Р. Толкіна правителі Ґондору в Третю Епоху. Титул «намісника» традиційно мали головні радники Королів Ґондору.
Інститут намісництва виник на початку Третьої Епохи у роки правління Короля Ромендакіла І. Після намісництва Гуріна з Емін-Арнен, посада обіймалася виключно його нащадками з Дому Гуріна. Після Мардила у зв'язку з відсутністю Короля посада намісника, як до того королівська корона, стала спадковою й переходила від батька до сина або до найближчого родича чоловічої статі.

## Історія
Дім Гуріна було засновано Гуріном з Емін-Арнен, намісником Короля Мінарділа. Хоча люди цього дому і не були споріднені з правителями Еленділова роду, однак у їхніх жилах також текла шляхетна нуменорська кров. Фактично, першим правлячим Намісником (хоча й не маючи відповідного титулу) був Пелендур, який управляв Королівством протягом року після загибелі короля Ондогера та його синів на війні з візочниками. Він відіграв ключову роль у рішенні Ради Ґондору щодо вибору новим королем Еарніла замість Арведуї з Артедайну, підтримавши тим самим претензії на корону нащадків Анаріона.
Коли Еарнур, син Еарніла, вирушив до Мінас-Моргула на двобій з Королем-Чаклуном і не повернувся, не залишивши по собі нащадків, намісник Марділ Воронве управляв Ґондором іменем відсутнього Короля, що було початком правління Намісників. Нащадки Марділа управляли Ґондором протягом двадцяти п'яти поколінь як Правлячі Намісники. Намісники з Ерадана до Діора правили у часи, відомі як Пильний мир. Заступаючи на посаду, Правлячі Намісники клялися правити іменем Короля, допоки він не повернеться. Фактично вони мали усю повноту королівської влади, але уникали використання будь-якого з її офіційних символів. Вони сиділи не на королівському троні, а на простому кріслі з чорного каменя, яке стояло на найнижчій сходинці постаменту, на якому знаходився трон, не носили корону та скіпетр, а також не використовували королівське знамено, замінюючи його білим штандартом Намісників. Знаком влади Правлячих Намісників був білий жезл з золотим навершям.
У деяких місцях згадується також біла мантія Намісників, однак у «Поверненні Короля» говориться, що останній правлячий Намісник Денетор II носив лише чорний плащ. Утім Дім Намісників мав і свою власну реліквію — це був Ріг Ґондору, зроблений Воронділом Мисливцем з рогу дикого тура зі сходу, який носив старший син Намісника.
Намісники мали зберігати трон до того часу, поки справжній Король Ґондору з роду нащадків Еленділа не повернеться та не заявить на нього свої права. Коли одного разу Боромир запитав у свого батька, скільки століть має минути, щоби намісник став королем, якщо король не повертається, Денетор II відповів йому,:
|  | Кілька років, мабуть, де королівський рід не такий високий. У Гондорі ж і десяти тисяч років буде замало |

Втім, чим довше Ґондором управляли Намісники, тим усе менше кожен з них насправді бажав відмовлятися від влади на користь будь-якого з нащадків Еленділа, навіть якби такий і знайшовся та повернувся до Південного Королівства.
Ще до того, як лінія Королів з Дому Анаріона перервалася, намісникам у Ґондорі не дозволялося залишати край чи йти на війну з метою збереження чіткої роботи уряду, допоки Король проводив військову кампанію.
Намісники зберегли також традицію приводити своїх спадкоємців до гробниці Еленділа у Галіфірієні, і тіла їх, так само як тіла Королів після смерті, бальзамували та погребали у Палатах Мертвих на Мовчазній Вулиці за Мінас-Тірітом.
Титул Намісників позначувався трьома рунами: Р.Нд. Р, що означало «арандур», слуга короля, увінчаними трьома зірками.

## Намісники при королях
1. Гурін з Емін-Арнен. Був намісником короля Мінарділа та заснував Дім Гуріна, з якого походили усі наступні намісники Ґондору.
2. Невідомі Намісники
3. Пелендур (народився 1879 року й помер у 1988 році Третьої Епохи). Був намісником за королів Ондогера та Еорніла II, займав титул до 1998 р. Т. Е.
4. Воронділ Мисливець (народився 1919 і помер 2029 року Третьої Епохи). Він був сином та спадкоємцем Пелендура, любив полювати на берегах Рунійського моря, за що й отримав своє прізвисько. Перебував на посаді намісника з 1999 по 2029 роки Третьої Епохи.
5. Марділ Вірний (народився 1960 і помер 2080 року Третьої Епохи). Був намісником останнього короля Еарнура та намагався відмовити його від двобою з Королем-Чаклуном. Після ув'язнення Еарнура у Мінас-Моргулі правив іменем короля до 2050 року.

## Правлячі Намісники
1. Марділ Воронве «Стійкий» — правлячий Намісник з 2050 по 2080 року.
2. Ерадан — народився 1999 року. Правлячий Намісник з 2080 по 2116 рік.
3. Геріон — народився 2037 року. Правлячий Намісник з 2116 по 2148 рік.
4. Белеґорн — народився 2074 року. Правлячий Намісник з 2148 по 2204 рік.
5. Гурін І — народився 2124 року. Правлячий Намісник з 2204 по 2244 рік.
6. Турін І — народився 2165 року. Правлячий Намісник з 2244 по 2278 рік.
7. Гадор — народився 2245 року. Правлячий Намісник з 2278 по 2395 рік.
8. Барагір — народився 2290 року. Правлячий Намісник з 2395 по 2412 рік.
9. Діор — народився 2328 року. Правлячий Намісник з 2412 по 2435 рік.
10. Денетор І — народився 2375 року. Був сином Діорової сестри. Правлячий Намісник з 2435 по 2477 рік.
11. Боромир І — народився 2410 року. Правлячий Намісник з 2477 по 2489 рік.
12. Кіріон — народився 2449 року. Правлячий Намісник з 2489 по 2567 рік.
13. Галлас — народився 2480 року. Правлячий Намісник з 2567 по 2605 рік.
14. Гурін ІІ — народився 2515 року. Правлячий Намісник з 2605 по 2628 рік.
15. Белектор І — народився 2545 року. Правлячий Намісник з 2628 по 2655 рік.
16. Ородрет — народився 2576 року. Правлячий Намісник з 2655 по 2685 рік.
17. Ектеліон І — народився 2600 року. Правлячий Намісник з 2685 по 2698 рік.
18. Еґалмот — народився 2626 року. Онук Морвен, Ородретової сестри. Правлячий Намісник з 2698 по 2743 рік.
19. Берен — народився 2655 року. Правлячий Намісник з 2743 по 2763 рік.
20. Береґонд — народився 2700 року. Правлячий Намісник з 2763 по 2811 рік.
21. Белектор ІІ — народився 2752 року. Правлячий Намісник з 2811 по 2872 рік.
22. Торондір — народився 2782 року. Правлячий Намісник з 2872 по 2882 рік.
23. Турін ІІ — народився 2815 року. Правлячий Намісник з 2882 по 2914 рік.
24. Турґон — народився 2855 року. Правлячий Намісник з 2914 по 2953 рік.
25. Ектеліон — народився 2886 року. Правлячий Намісник з 2953 по 2984 рік.
26. Денетор ІІ — народився 2930 року. Правлячий Намісник з 2984 по 3019 рік.
27. Фарамир — народився 2983 року Третьої Епохи. Навесні 3019 року недовго виконував обов'язки правлячого Намісника, готуючи Мінас-Тіріт до коронації Араґорна. Після цього залишався Намісником Короля до своєї смерті у 83 році Четвертої Епохи.

## Інститут намісництва у Четверту Епоху
Після смерті Денетора II, який був останнім фактичним правлячим Намісником (якщо не брати до уваги кількаденного формального правління його сина Фарамира у 3019 році) Араґорн став Королем Ґондору та всього новоутвореного Возз'єднаного Королівства.
У останньому поході до Чорної Брами армія Ґондору йшла у бій в ім'я Короля Елесара, хоча за загальним рішенням керівником спільного походу був Ґандальф. Про повернення короля оголошували гарольди у Ітілієні по мірі того, як військо просувалося ближче до воріт Мордору.
До повернення військ з Мордору, Фарамир, син Денетора II, залишався номінальним правлячим Намісником у Мінас-Тіріті, хоча під час його хвороби містом фактично управляв спочатку Імрагіль, князь Дол-Амрота, а після його відбуття з армією у похід до Чорної брами — Гурін Високий, Хранитель Ключів.
На коронації Араґорна Фарамир віддав свій жезл королю, однак Король Елесар повернув йому його, залишивши Фарамира своїм намісником і проголосивши, що намісниками будуть і його нащадки. Додатково Фарамир отримав титул Князя Ітілієну.
Спадкоємцем Фарамира на посаді намісника та другим Князем Ітілієну був його син Елборон. Онук Фарамира на ім'я Барагір згадується у передмові до «Володаря Перстенів» як автор «Повісті про Араґорна та Арвен», але Толкін не пояснює, чи він був намісником, чи навіть сином Елборона.